# Moa Martinson

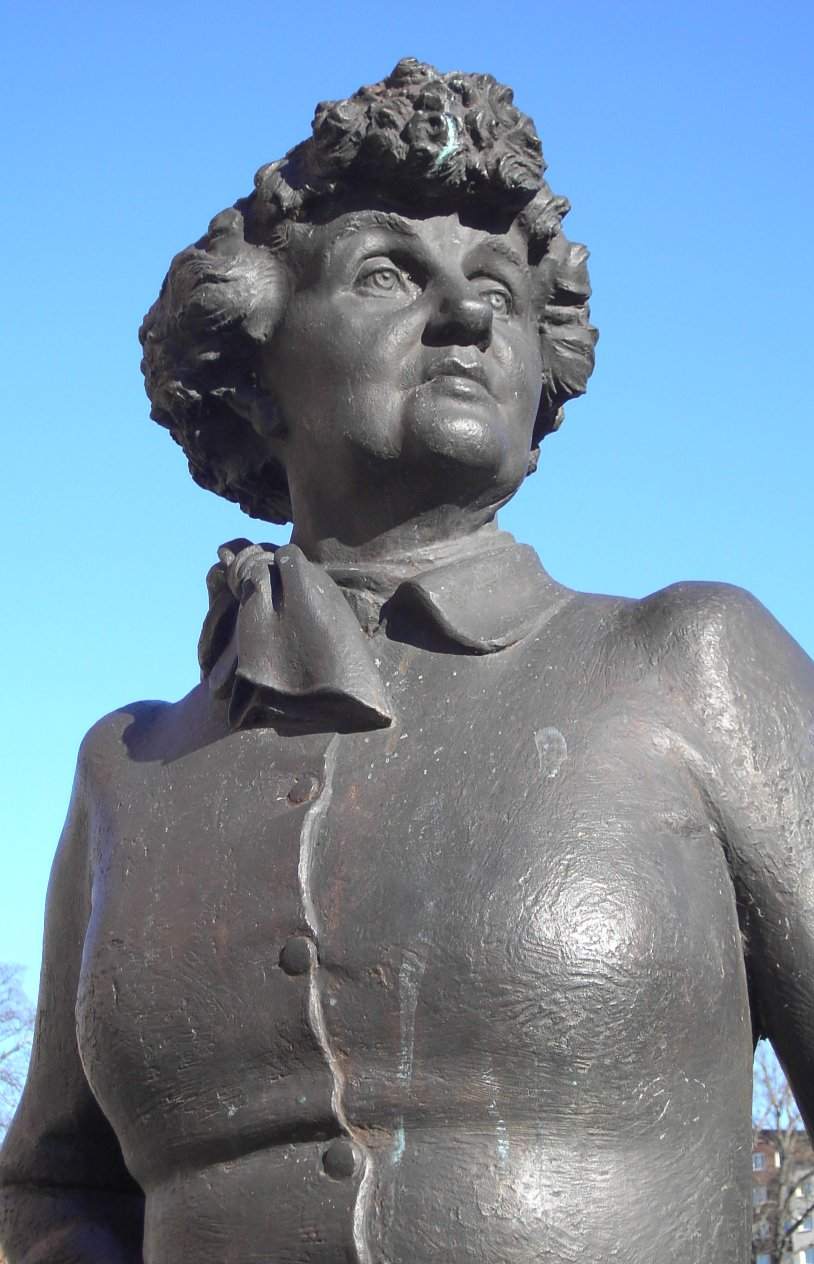
Moa Martinsson.

Moa Martinson (Helga Maria Swartz) (1890–1964), escritora sueca.
Publicó veinte novelas sobre la dura vida cotidiana de la mujer en la industria y en el campo. Destaca su trilogía autobiográfica Mor gifter sig (Mamá
se casa), 1936, Kyrkbröllop (Boda en la iglesia) y Kungens rosor (Las rosas del rey), 1939, que eran solicitadas por colas de lectores en las bibliotecas públicas.
En 1929 se casó con el escritor sueco Harry Martinson, Premio Nobel de Literatura en 1974, del que se divorció oficialmente en 1940.
- Datos: Q275893
- Multimedia: Moa Martinson / Q275893